# ザ・チャーチ・オン・ヨーク
ザ・チャーチ・オン・ヨーク (The Church on York) は、かつてアメリカ合衆国カリフォルニア州ロサンゼルスのハイランド・パーク (Highland Park) 地区にあった舞台芸術（パフォーミング・アーツ）の会場、史跡。建物の歴史は1913年に遡り、当初はメソジスト教会として使用された。建築家はロバート・トレイン (Robert Train) とエドマンド・ウィリアムズ (Edmund Williams)であった。1936年、この場所はヨーク大通りキリストの教会 (York Boulevard Church of Christ) となった。1990年代後半から2000年代前半にかけては空家となっていたため、建物に損傷が生じた。2013年にエネーブラー・エージェンシー (Enabler Agency) のグレアム・フレーゲンハイマー (Graeme Flegenheimer) がこの建物を借り受けて改修し、ザ・チャーチ・オン・ヨーク・パフォーミング・アーツ・スペース (The Church on York Performing Arts Space) として開場した。この建物はチャールズ・J・フィッシャー (Charles J. Fisher) が歴史的建造物としての価値があることを指摘しており、フレーゲンハイマーは歴史的ハイランドパーク近隣地区評議会 (the Historic Highland Park Neighborhood Council)、ロサンゼルス市議会第14選挙区事務所 (Los Angeles City Council District 14 office)、オクシデンタル大学、ハイランド・パーク商工会議所 (the Highland Park Chamber of Commerce) などと協力してその保全にあたった。改修が住んだザ・チャーチ・オン・ヨークは、2013年11月に開場し、コンサートなどが開催されるようになった。しかし、この会場は、騒音に対する苦情や、無許可営業、未成年の飲酒などの問題により、2014年5月に閉鎖を余儀なくされた

## おもなパフォーマンス
- Tera Melos：2013年11月15日[5]
- ジュリアナ・バーウィック (Julianna Barwick)：2013年11月29日[6]
- en:Hunx and His Punx:Hunx and His Punx：2013年12月20日[7]
- ウルフ・アイズ (Wolf Eyes：2014年1月30日
- ヴィヴィアン・ガールズ (Vivian Girls)：2014年2月14日
- マリッサ・ナドラー (Marissa Nadler)：2014年2月21日[8]
- サム・ロバーツ (Sam Roberts)：2014年3月18日[9]